# Novokîiivka, Kalanceak
Novokîiivka (în ucraineană Новокиївка) este o comună în raionul Kalanceak, regiunea Herson, Ucraina, formată numai din satul de reședință.

## Demografie
Componența lingvistică a comunei Novokîiivka
     Ucraineană (93,66%)
     Rusă (5,51%)
     Alte limbi (0,28%)
Conform recensământului din 2001, majoritatea populației comunei Novokîiivka era vorbitoare de ucraineană (93,66%), existând în minoritate și vorbitori de rusă (5,51%).